# Октябрьское сельское поселение (Горьковский район)
Октя́брьское се́льское поселе́ние — сельское поселение в Горьковском районе Омской области.
Административный центр — село Октябрьское.

## Население
| 2010  | 2011  | 2012  | 2013  | 2014  | 2015  | 2016  |
| ----- | ----- | ----- | ----- | ----- | ----- | ----- |
| 1639  | ↗1640 | ↘1596 | ↘1514 | ↘1458 | →1458 | ↘1455 |
| 2017  | 2018  | 2019  | 2020  | 2021  | 2023  |       |
| ↘1443 | ↘1439 | ↗1446 | ↘1404 | ↘1326 | ↘1299 |       |

## Административное деление
| статус  | населённый пункт | год основания |
| ------- | ---------------- | ------------- |
| село    | Октя́брьское      | 1705          |
| деревня | Березо́вка        | 1920          |
| деревня | Дубро́вка         | 1925          |
| деревня | Крупя́нка         | 1764          |
| деревня | Крути́ха          | 1730          |
| деревня | Новооболо́нь      | 1893          |